# Sarvtjärnen (Ljusdals socken, Hälsingland, 688039-151706)
Sarvtjärnen är en sjö i Ljusdals kommun i Hälsingland och ingår i Ljusnans huvudavrinningsområde.